# Farní sbor Českobratrské církve evangelické v Praze 4 – Nusle
Farní sbor Českobratrské církve evangelické v Praze 4 - Nuslích je církevní sbor Českobratrské církve evangelické v Nuslích, městské části Praha 4. Sbor sídlí v budově evangelického kostela v ulici Žateckých 1169/11.
Sbor byl ustaven jako samostatný roku 1930.

## Duchovní správa
Sbor spadá pod Pražský seniorát. Duchovním sboru je farář Dan Páleník, kurátorem sboru je Vladimír Kněžek.
Faráři a pracovníci sboru:
- Jaroslav Dobiáš (1929-1942)
- Jan Amor Pavlinec (1938-1939 učitel náboženství, 1939 vikář)
- František Janovský (1939-1943)
- Václav Urban (1942-1970)
- Stanislav Segert (vikář 1943-1945)
- Pavel Janeczek (vikář pro Spořilov 1943-1945)
- Vladimír Harych (vikář pro Braník 1949-1951)
- Emanuel Huml (vikář 1949-1950)
- Ladislav Zejfart (1951-1952)
- Antonie Páleníková (vikářka, diakonka, učitelka náboženství 1953, 1954-1957 vikářka, 1957-1963 farářka)
- Blahoslav Hájek (1964–1983)
- Bohumír Sedliský (1970–1972)
- Olga Tydlitátová (1973–1980 vikářka)
- Jindřiška Krpálková (1980-1981 vikářka)
- Zdeněk Borecký (1984–1999)
- Miloslav Nekvasil (1999–2000 jáhen a farář)
- Irena Škeříková (2000–2012)
- Marta Zemánková (2005–2018)
- Dan Páleník (od 2018)